# الألبان البيضاء الروسية

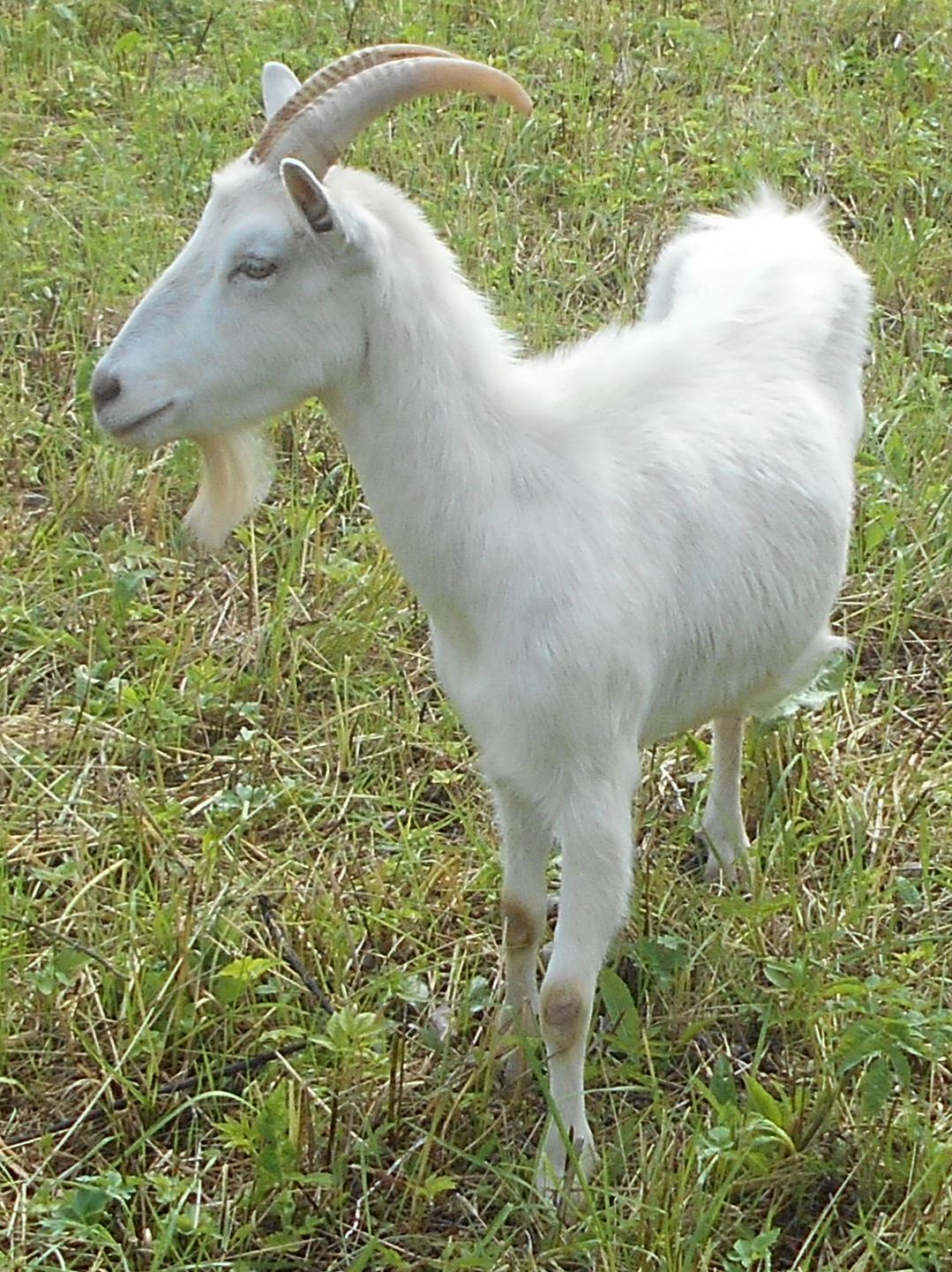
الماعز الأبيض الروسي: سلالة نادرة ذات أصول سويسرية

الألبان البيضاء الروسية أو الروسية البيضاء هي سلالة روسية من الماعز الالبان. إنه مستمد من تهجين السكان الأصليين في شمال روسيا مع ماعز سانين السويسري المستورد. بدأ هذا في حوالي عام 1905. لكنه دائمًا ما يكون مقرنًا، في حين أن الروسي الأبيض قد يكون مقرنًا أو ملتويا. لقد أصبحت سلالة نادرة.